# Баха, Зияд
Зияд Баха (араб. زياد باها‎; родился 10 августа 2009, Малага) — марокканский футболист, нападающий юношеской команды испанского клуба «Реал Бетис».

## Клубная карьера
Родился в Малаге в семье марокканского футболиста Набиля Баха. Выступал за юношеские команды марокканского клуба ФЮС, а также испанских клубов «Малага» и «Реал Бетис».

## Карьера в сборной
Выступал за сборные Марокко до 15, до 16 и до 17 лет. В апреле 2025 года выиграл Кубок африканских наций (до 17 лет). На турнире забил 4 гола, сделав два «дубля»: в матче против сборных Уганды и ЮАР.

## Достижения
Сборная Марокко (до 17 лет)
- Чемпион Кубка африканских наций (до 17 лет): 2025